# Aethiopia rotundipennis
Aethiopia rotundipennis là một loài bọ cánh cứng trong họ Cerambycidae.